# Mail.ru
Mail.ru (от 2012 г. – My.com) е основен интернет портал за комуникация в рускоезичното интернет пространство. Ежемесечната аудитория на сайта към октомври 2012 година е 31,9 милиона души. Броят на заетите лица в сайта към 2012 година е 2800 души.